# Macskák (musical)
A Macskák (eredeti cím: Cats) kétfelvonásos musical T. S. Eliot angol költő Macskák könyve című versciklusából született Andrew Lloyd Webber zeneszerzőnek köszönhetően. A musical a londoni West Enden mutatkozott be 1981-ben, amit az 1982-es broadwayi és az 1983-as budapesti premier követett. A Broadway történetének leghosszabb ideig futó darabja volt, míg Webber egy másik musicalje, Az Operaház Fantomja meg nem előzte. A zeneszerző a verseskötetben szereplő verseken túl a színházi feldolgozásban Eliot meg nem jelent vázlatait is felhasználta, így több új szereplő is bemutatkozik, akik közül a legnevezetesebb Grizabella.
A magyarországi ősbemutató 1983. március 25-én volt a Madách Színházban, közvetlenül a londoni bemutató után. A musical szövegét magyar nyelvre Romhányi József fordította.
Az 1983 óta eltelt években az előadást több mint 1400-szor adták elő – nemcsak Budapesten –, hanem Szegeden, Debrecenben, Nyíregyházán, az olaszországi Trento és Bergamo közönsége előtt is. Magyar színházi rekordként (2015-ig) több mint 1,6 millió néző vásárolt jegyet az előadásokra. A 3 teljes felújítást is megért Macskák legendás macskaszerepeiben már 250 művész lépett színpadra. 2018. március 25-én lett a magyar színháztörténet jubileumaként 35 éves a Madách Színház Macskák című előadása.

## Történet
|  | Alább a cselekmény részletei következnek! |

Macskabál van az elhagyott színház ódon színpadán. Minden évben egyszer megrendezik a bált, és erre összegyűlnek a környék különböző szeszélyű, magaviseletű, eltérő jellemű macskái. Az emberi tulajdonságokkal rendelkező négylábúak a mindennapi megpróbáltatásaikat mesélik el a szürke és unalmas hétköznapoktól kezdve a boldog, önfeledt, de ritka ünnepnapokon át.
A fenemacska (fenegyerek) testével, izmaival, vagány mondanivalójával bűvöli el a szép macskalányokat. Színpadra oson a titokzatos bűnöző macska, akit ha tetten érnek, "tovaszáll". Feltűnik az egyszerű munkás közmacska és a vasutas. Szerephez jut a nagy varázsló, a macskák vezetője, valamint a bukott macska is. Ő az, aki darab végére újra reményt kap, visszakapja régi életét, mindazt, ami az embereknek is fontos: a szeretetet, a megbecsülést, a társadalomban elfoglalt méltó helyet.
|  | Itt a vége a cselekmény részletezésének! |

## Szereposztás

### Madách Színház (1983)[3]

#### Szereplők
- Grizabella – Almási Éva
- Old Csendbelenn – Póka Balázs, Lukács László
- Munkustrapp – Timár Béla
- Tus, Gastrofar George – Haumann Péter
- Ben Mickering - Gyabronka József
- Mefisztulész I. – Balogh Ferenc
- Mefisztulész II. / Nagy Hirig Macska – Szakály György
- Mindlevery – Hűvösvölgyi Ildikó
- Lengelingéla – Kishonti Ildikó
- Elvis Trén – Cseke Péter
- Micsel Rumli – Szerednyey Béla
- Bombalurina – Bencze Ilona
- Quaxo – Paudits Béla
- Gimb-Gömb – Kiss Mari
- Victoria – Szilvássy Annamária
- Cassandra – Póka Éva
- Jemima – Tóth Enikő
- Koricipat – Lesznek Tibor
- Kiscica - Kern Szilvia

#### Alkotók
- Rendezőː Szirtes Tamás
- Koreográfusː Seregi László
- Díszlettervezőː Götz Béla
- Jelmeztervezőː Vágó Nelly
- Zenei vezetőː Makláry László

### Madách Színház (2025)
- Tus, Gastrofar George – Szolnoki Tibor, Weil Róbert
- Grizabella – Bajza Viktória, Gallusz Nikolett
- Mefisztulész I. – Kalapács József, Mező Zoltán
- Mefisztulész II. / Nagy Hirig Macska – Bakó Máté, Szegő András, Sárközi Gyula József
- Old Csendbelenn – Egyházi Géza, Rezsnyák Róbert, Jenei Gábor
- Lengelingéla – Kecskés Tímea, Molnár Gyöngyi
- Bombalurina – Kisfaludy Zsófia, Magyar Krisztina, Zsitva Réka
- Quaxo – Jenővári Miklós, Kovács Péter, Szaszák Zsolt
- Munkustrapp – Cseh Dávid Péter, Jenei Gábor
- Mindlevery – Szilvási Judit, Zsitva Réka
- Ben Mickering – Balázs Dávid, Sándor Dávid
- Elvis Trén – Sánta László, Kovács Péter
- Micsel Rumli – Puskás Péter, Baksa András
- Cassandra – Simon Boglárka, Wégner Judit, Sári Éva
- Victória – Szűcs Enikő Flóra, Pacskó Dóra, Zsitva Réka
- Gimb-Gömb – Dichter Dóra, Magyar Krisztina, Hajdu Gréta
- Koricipat – Nagy Attila, Németh Gábor